# Bernard Kettlewell
Henry Bernard Davis Kettlewell (né le 24 février 1907 et mort le 11 mai 1979) est un zoologiste britannique.
Il met en évidence l'influence de l'environnement sur la sélection, avec l'étude en 1955 du cas de la répartition entre Phalène du bouleau de couleur blanche, adaptée aux arbres clairs, et ceux de couleur noire, invisible pour leurs prédateurs sur les troncs noirs des zones exposées à la pollution.
C'est une des premières mises en évidence expérimentales de l'impact des conditions externes sur la sélection naturelle.

## Distinctions
- 1959 : Médaille Darwin (URSS)[4]
- 1965 : Médaille Mendel (Tchécoslovaquie)